# Macrogomphus montanus
Macrogomphus montanus – gatunek ważki z rodziny gadziogłówkowatych (Gomphidae).